# Hyper Sports
Hyper Sports (bekend in Japan onder de naam ハイパーオリンピック'84; Hyper Olympic '84) is een computerspel dat werd ontwikkeld en uitgegeven door Konami. Het spel kwam als eerste uit voor de MSX-computer, maar later volgden ook andere homecomputers. Met dit spel kunnen volgende sporten worden gedaan: zwemmen, kleiduivenschieten, turnen, boogschieten, hink-stap-springen en gewichtheffen.

## Platforms
| Jaar | Platform                                                                  |
| ---- | ------------------------------------------------------------------------- |
| 1984 | Arcade, MSX                                                               |
| 1985 | Amstrad CPC, BBC Micro, Commodore 64, NES, SG-1000, Sharp X1, ZX Spectrum |

## Ontvangst
| Beoordeeld door                | Jaar | Platform     | Score |
| ------------------------------ | ---- | ------------ | ----- |
| Computer and Video Games (CVG) | 1989 | Commodore 64 | 90%   |
| Your Spectrum                  | 1985 | ZX Spectrum  | 80%   |
| Sinclair User                  | 1985 | ZX Spectrum  | 80%   |
| ASM (Aktueller Software Markt) | 1988 | Commodore 64 | 67%   |
| ASM (Aktueller Software Markt) | 1988 | ZX Spectrum  | 52%   |

## Trivia
- Het spel is opgenomen in het boek 1001 Video Games You Must Play Before You Die van Tony Mott.